# Волковиск
Волковиск (на беларуски: Ваўкавыск; на руски: Волковыск) е град в Беларус, административен център на Волковиски район. Населението на града е 44 004 души (по приблизителна оценка от 1 януари 2018 г.).